# Psalm 115

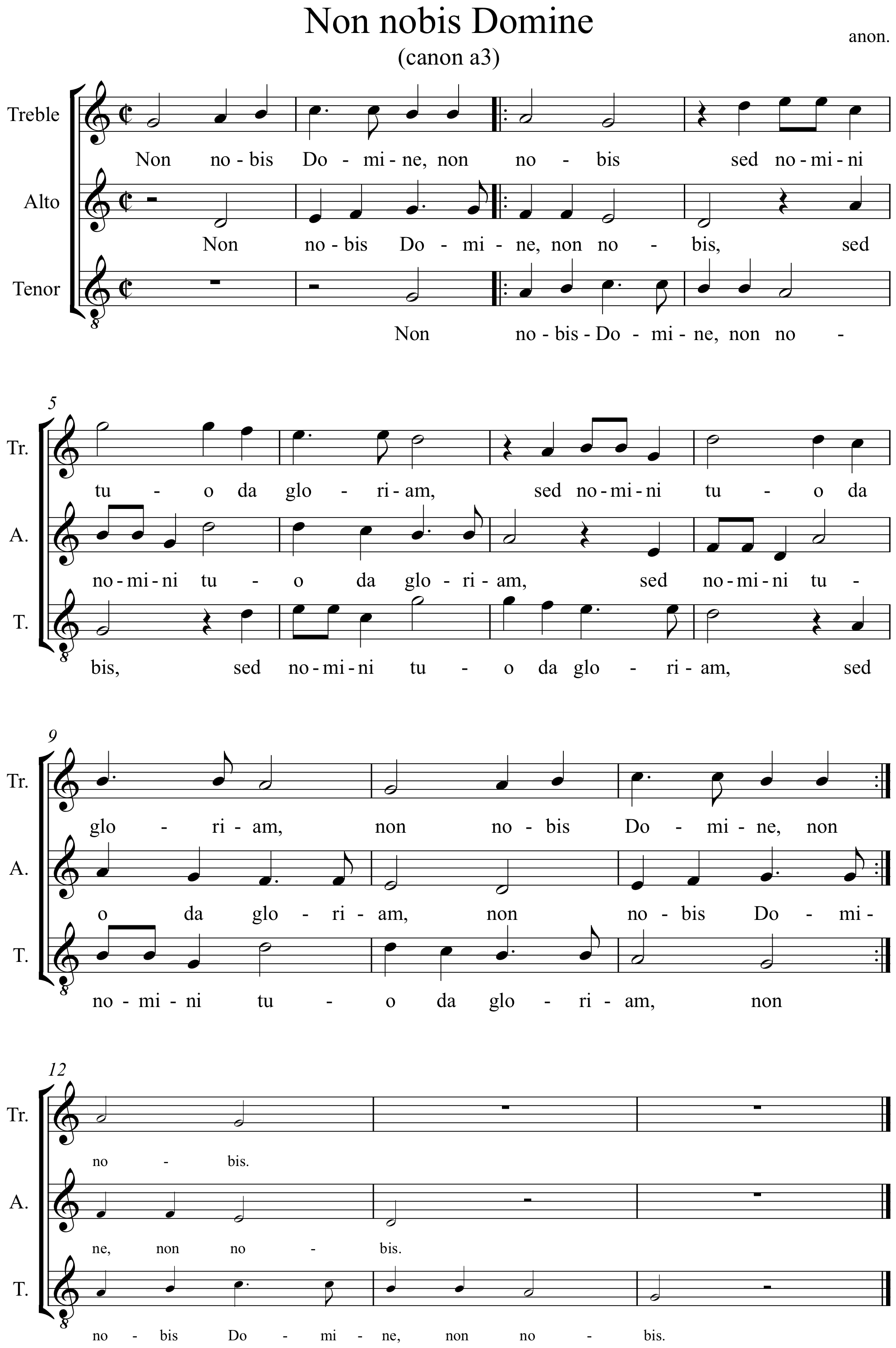
Vertonung des Psalms

Bischofswappen des Aristide Gonsallo, Benin, mit Wahlspruch: Non nobis…

Der 115. Psalm ist ein biblischer Psalm aus dem fünften Buch des Psalters. Nach der griechischen Zählung der Septuaginta, die auch von der lateinischen Vulgata verwendet wird, bildet er die Verse 9–26 von Psalm 113, während dessen ersten acht Verse dem Psalm 114 entsprechen.

## Inhalt
Der Psalm entstand wohl vor dem Hintergrund der Erfahrung der Exilsjahre und der Folgezeit. Damals sahen sich die Israeliten verstärkt dem Spott ihrer heidnischen Umwelt ausgesetzt, die angesichts der fehlenden Götterbilder bei den Juden sich über das scheinbare Fehlen eines sichtbaren Zeichens für die Existenz ihres Gottes lustig machten (Vers 2: „Wo ist denn ihr Gott?“). Dieser Vorwurf wird aufgegriffen und dargelegt, dass die von Menschen gemachten Götzenbilder wahrhaft nutzlos sind, weil sie überhaupt nichts zu tun vermögen.
Die Verse 9–11 stellen eine Wechselgesang zwischen Priester und Gemeinde dar, der dem Wechselgesang in Psalm 118,2–4  ähnelt. Die darin zur Hoffnung aufgerufenen Gruppen umschreiben die Gemeinde (Israel), die Priester (Haus Aaron) und die Proselyten (die ihr den Herrn fürchtet). Teile des Psalms (Vers 4–6, 8 und 10f) werden in Psalm 135,15–20  aufgegriffen.

## Rezeption
In der jüdischen Liturgie ist der Psalm 116 Teil des ägyptischen Hallel und wird an den jüdischen Wallfahrtsfesten Pessach, Schawuot und Sukkot in der Synagoge gesungen.
Das Vulgata-Incipit „Non nobis Domine, non nobis, sed nomini tuo da gloriam“ wurde zum Wahlspruch des Templerordens, wie auch des schlesisch-mährischen Adelsgeschlechts Lichnowski. William Shakespeare lässt es die Engländer in seinem Königsdrama Heinrich V. (4. Aufzug, Szene 8) singen.
Non nobis ist der niederländische Originaltitel des Romans Der Schatz der Templer (1987) von Hanny Alders. 
Vertonungen des Non nobis Domine sind überliefert von Richard Mudge, Jean Mouton, William Byrd sowie Felix Mendelssohn Bartholdy („Nicht unserm Namen, Herr“ op. 31 MWV A 9). Derzeit am meisten gespielt und gesungen wird die Vertonung von Patrick Doyle aus Sir Kenneth Branaghs filmischer Adaption von Shakespeares Heinrich V. (1989).